# Siphamia nigra
Siphamia nigra is een straalvinnige vissensoort uit de familie van kardinaalbaarzen (Apogonidae). De wetenschappelijke naam van de soort is voor het eerst geldig gepubliceerd in 1964 door Fourmanoir & Crosnier.